# Augusto Muzii
Augusto Muzii (Teramo, 29 gennaio 1829 – Teramo, 23 gennaio 1907) è stato un politico e avvocato italiano.

## Biografia
Nato a Teramo nel 1829, studiò presso i padri barnabiti e si laureò in giurisprudenza all'Università di Napoli nel 1850. Iniziò a lavorare in magistratura dal 1861 al 1864 fu consigliere di appello dell'Aquila; ricoprì anche l'incarico di presidente del Consiglio di disciplina dei procuratori.
Attivo politicamente nell'amministrazione del territorio, fu sindaco di Teramo nel 1861, prosindaco facente funzioni dal 1877 al 1878, consigliere e deputato provinciale, e presidente della Deputazione provinciale di Teramo dal 1895 al 1900. Presiedette la locale Congregazione di carità dal 1891 al 1894.
Sposato con Margherita Cerulli, morì a Teramo nel gennaio 1907.